# ソステーニョ
ソステーニョ（伊: Sostegno）は、イタリア共和国ピエモンテ州ビエッラ県にある、人口約800人の基礎自治体（コムーネ）。

## 地理

### 位置・広がり
| 隣接するコムーネは以下の通り。括弧内のVCはヴェルチェッリ県所属を示す。 - クレヴァクオーレ - クリーノ - ロッツォロ (VC) - ロアージオ (VC) - セッラヴァッレ・セージア (VC) - ヴィッラ・デル・ボスコ |